# Ardnasjaure (Arjeplogs socken, Lappland, 736800-157256)
Ardnasjaure är en sjö i Arjeplogs kommun i Lappland och ingår i Piteälvens huvudavrinningsområde. Sjön har en area på 0,597 kvadratkilometer och ligger 526 meter över havet. Ardnasjaure ligger i Hornavan-Sädvajaure fjällurskog Natura 2000-område.

## Delavrinningsområde
Ardnasjaure ingår i det delavrinningsområde (736808-157149) som SMHI kallar för Utloppet av Ardnasjaure. Medelhöjden är 576 meter över havet och ytan är 3,41 kvadratkilometer. Det finns ett avrinningsområde uppströms, och räknas det in blir den ackumulerade arean 5,14 kvadratkilometer. Vattendraget som avvattnar avrinningsområdet har biflödesordning 4, vilket innebär att vattnet flödar genom totalt 4 vattendrag innan det når havet efter 288 kilometer. Avrinningsområdet består mestadels av skog (82 procent). Avrinningsområdet har 0,6 kvadratkilometer vattenytor vilket ger det en sjöprocent på 17,5 procent.